# Lepage könyvkereskedés

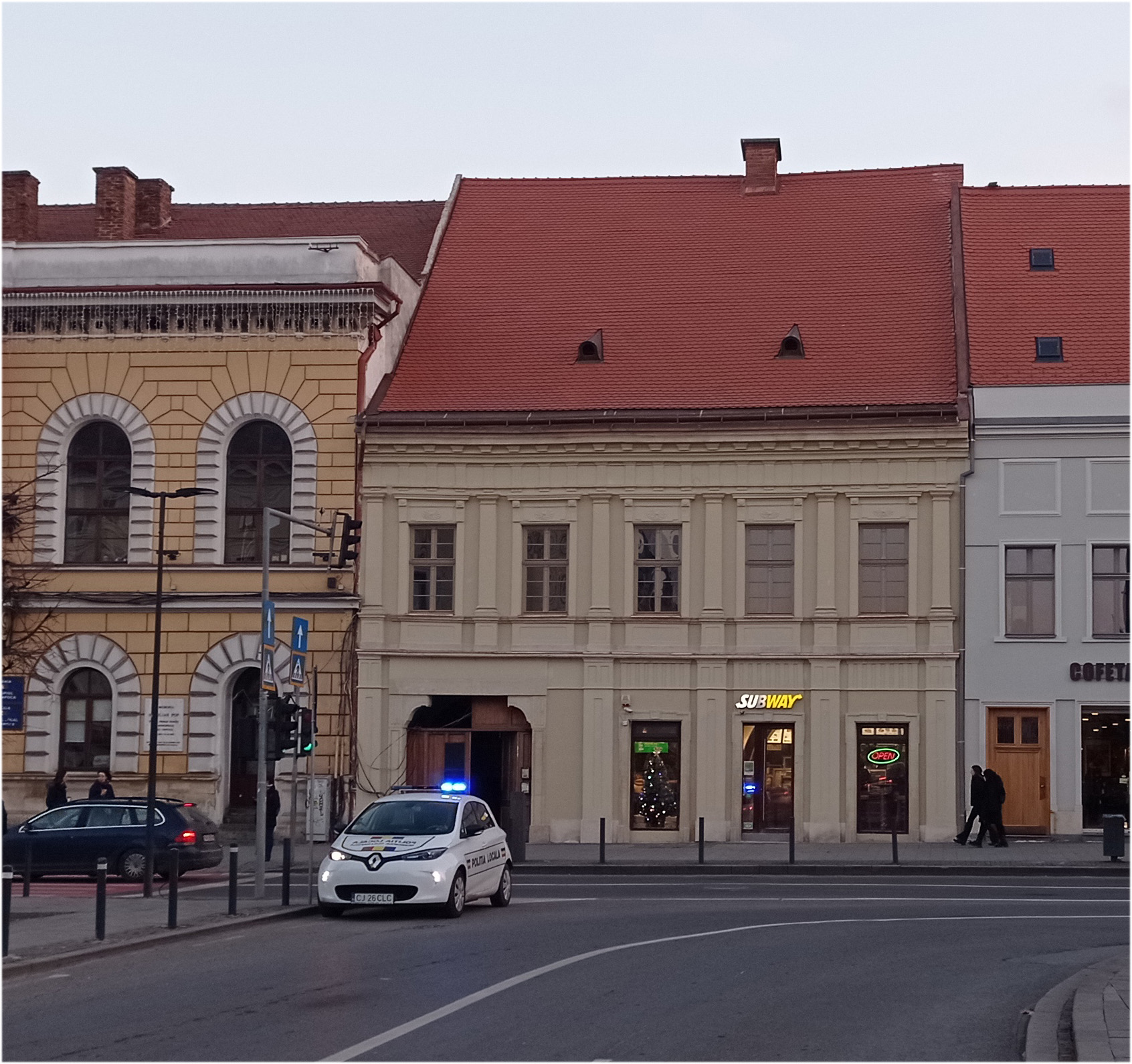
Ebben a Fő tér 2-es számú házban volt egykor Polcz Albert könyvkereskedése, majd a Lepage könyvkereskedés a 20. század elején

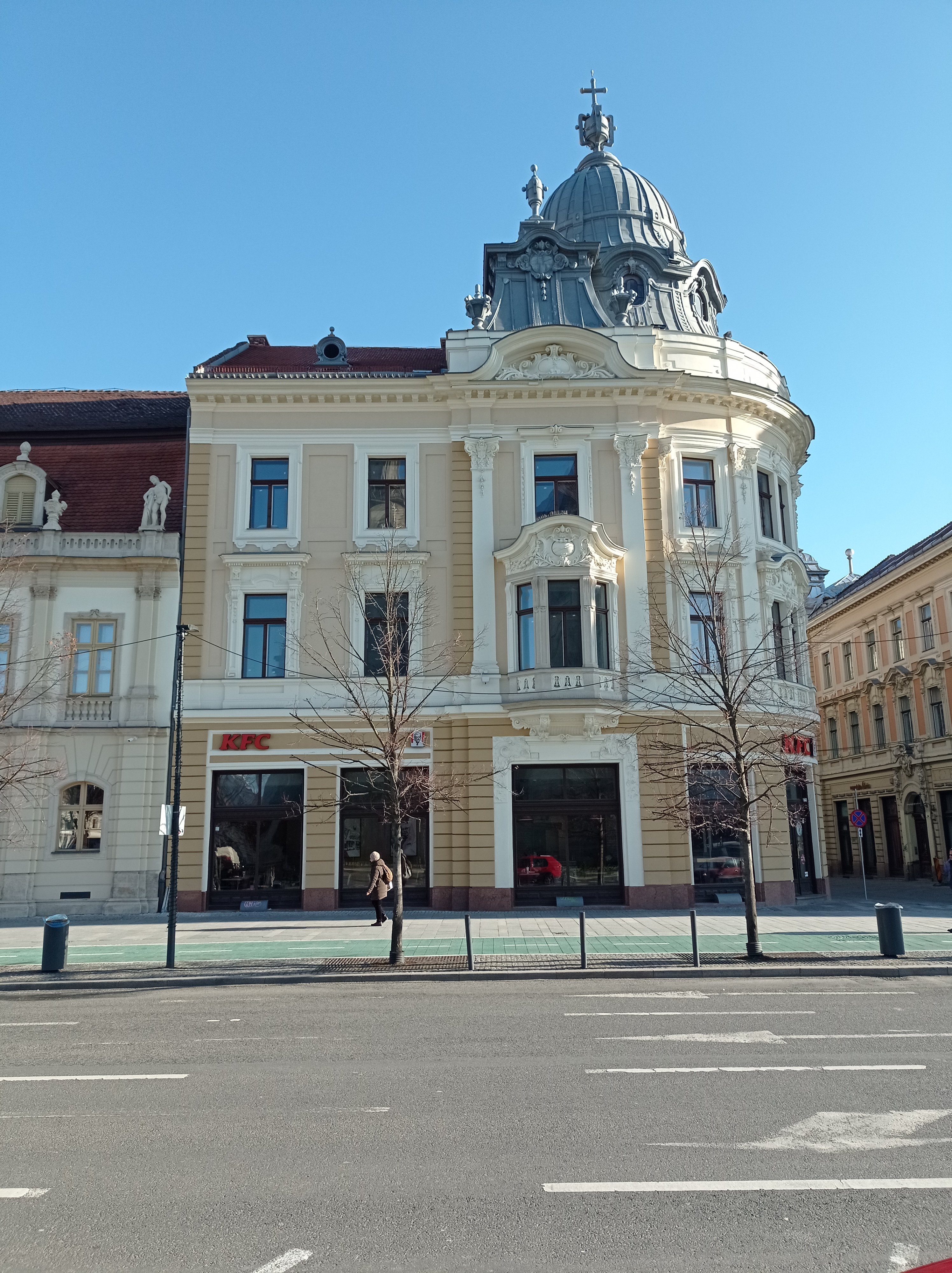
A Lepage könyvkereskedés üzlete ebben a Státusházban volt az első világháború után

Lepage könyvkereskedés – az elzászi származású Lepage Lajos 1884-ben Békéscsabán alapított könyvnyomdát és könyvkereskedést, majd ezt eladva megvásárolta Polcz Albert Kolozsvárt működő könyvkereskedését és nyomdáját. Tőle 1911-ben Dobó Lajos vette meg, akitől Dobó Ferenc örökölte, cégjelzésként megőrizve a Lepage könyvkereskedés nevet. Könyvjegyzékei és Ex Libris c. alatt megjelentetett háromnyelvű könyvkereskedelmi prospektusai (1925-39) arról tanúskodnak, hogy a Lepage könyvkereskedés a világ minden tájáról beszerzett tudományos és szépirodalmi művekkel látta el vásárlóit.
Az erdélyi kulturális életben kiemelkedő szerephez jutott cég munkássága a könyvkiadásra is átterjedt. Közhasznú naptárak (köztük a Falusi és Városi Dolgozók Blokkjának naptára 1935-re), atlétikai évkönyv, szakácskönyv, kereskedelmi levelező és törvényismertetések mellett eredeti vagy lefordított irodalmi művek is megjelentek gondozásában (összesen 1918-40 között 16 önálló mű és 8 sajtótermék). Így Max Halbe A szerelem tavasza c. regénye (1919), egy Északi történetek c. összeállítás Strindberg és Ehrencron Kiddge írásaiból (1920), Madách Imre Az ember tragédiájának jubileumi kiadása (1923), S. Nagy László gyógyszertörténeti adatai, Ligeti József A ma tánca c. koreográfiai munkája, Mária román királyné ifjúsági történetei Szeghő Imre fordításában (Kandi Klára kalandjai, 1925), Benedek Elek Képes meséskönyve B. Loránt Erzsébet illusztrációival (1937) és év nélkül Szentimrei Jenő Csáki bíró lánya c. kalotaszegi balladás színműve Kós Károly címlapjával.
1941-ben megszaporodtak a Lepage könyvkereskedés könyvei: ekkor került sor Szentimrei Jenő Versekben tündöklő Erdély c. egybeállítására, melyben magyar költők erdélyi költeményei találhatók "a Gyulafehérvári Soroktól mind a mái napig". A kiadói munkába bekapcsolódott Gaál Gábor is, aki előbb névtelenül szerkesztette az 1942-ben kibocsátott három remek kiállítású kötetet (a Tréfás és csúfolódó erdélyi népköltészethez Szentimrei Jenő, Tillaárom, hajh! c. alatt Arany János vidám verseihez Berde Mária, a Hazai utazók Erdélyben c. kötethez Molter Károly írt előszót), majd Szeremlei László álnévvel Szepsi Csombor Márton Europica varietas c. útirajzát "a mai helyesírásra áttette, mondatait újratagolta" (1943) és Táncsics Mihály Életpályám c. memoárját "hű figyelemmel újraolvasta" (1943).
A Lepage könyvkereskedés remekbe készült kiadványát, Petőfi Sándor összes verseit is Gaál Gábor állította össze: "szigorúan megállapítva a költemények időrendjét, beillesztve az utólag felfedezett vagy hitelesnek megállapított költeményeket, legfőképpen pedig: az utolsó írásjelig menő gonddal helyreállítva a számtalan kiadásban sok helyütt megrontott, sőt hiányosan közölt szöveget" (Benedek Marcell előszavából, 1945).
Az üzlet a Fő tér 2. sz. alatt működött, majd az egyik Státusházba költözött (Fő tér 31.), az 1940-es években fióküzlete volt a Mátyás király utca 4. sz. alatt. Nyomdája a Bolyai utcában volt, a Bánffy-palota hátsó kijáratánál, az alagsorban.